# ブラジルから来た少年
『ブラジルから来た少年』（ブラジルからきたしょうねん、The Boys from Brazil）は、アメリカの作家アイラ・レヴィンが1976年に発表した小説。映画化、ラジオドラマ化されている（下参照）。
小説は日本語版が早川書房のハヤカワ文庫から出版されている。
ブラジルでヒトラーのクローンを再生させようとする科学者ヨーゼフ・メンゲレと、それを阻止しようとするナチ・ハンターのユダヤ人・リーベルマンとの葛藤を描く。
同じくメンゲレについて取り上げたスレイヤーの「エンジェル・オブ・デス」にフレーズが引用された。

## あらすじ
1974年9月。ユダヤ人青年コーラーは、ブラジルで発見した元ナチスの親衛隊員を尾行し、元アウシュヴィッツ収容所の主任医師ヨーゼフ・メンゲレを目撃する。メンゲレは部下たちに彼が指定した94人の男性を殺す指示を出す。世界各地に散らばる殺害対象の共通点は65歳前後の公務員男性だった。
会話を盗聴したコーラーは、尊敬するナチ・ハンターで今は落ち目のリーベルマンがいるオーストリアに電話で内容を伝えるが、その直後にメンゲレ達に殺される。リーベルマンはロイターの記者に協力を依頼し、各国の新聞に掲載された条件に該当する死亡記事を集め始める。一方、メンゲレは３週間に11人の成果を出して喜ぶが、所属する戦友協会の上層部は計画自体に疑いをもち、リーベルマンの動きにも憂慮していた。
ドイツ人青年のクラウスの協力を得てリーベルマンは半信半疑ながら犠牲者と思われる事件を現地で調査した。面会者の中にはグラトべックで亡くなった男性の未亡人と10代半ばの子供がいた。1975年1月にアメリカを訪問したリーベルマンはマサチューセッツで対象候補の男性の遺族と面会、そこでグラトベックの少年と瓜二つの黒髪青眼の子供と出会う。また欧州で調査しているクラウスも同じ少年を見ていた。アメリカの少年が養子で、ドイツで戦犯裁判を待つユダヤ人収容所の元女看守フリーダが斡旋をしていたと知りリーベルマンはすぐさまドイツへ動く。
フリーダの証言では、戦友組織は1960年当時、アメリカに住んでいた彼女にブラジルから送られてきた赤ん坊を特定の条件の家庭（夫が1908年から12年の生まれで、妻が1931年から35年生まれの、北欧系の白人でキリスト教徒の夫婦）に養子に出すように指示していた。彼女が紹介した夫婦の中でペンシルベニア州ランカスター・ニュープロビデンスで暮らすヘンリー・ウィーロックの名前は覚えていた。
リーベルマンは、連続殺人の順番が養子斡旋の順番に沿っている事、その間隔も同じ事からヘンリーの殺害計画が間近に迫っていると推論を立てる。しかし戦友協会は世界各地に派遣した殺し屋を呼び戻していた。メンゲレは激怒するが、フリーダとリーベルマンが接触したことで危機感を募らせた組織は17人の成功で満足しこれ以上の継続は不可能だと決定。組織内部でメンゲレを支持してきたサイバートはメンゲレが住む奥地の屋敷を訪れるが無人の状態で、火を放って全ての証拠を隠滅させた。メンゲレはあくまで計画を遂行する事に固執していた。
殺人を止めるためにアメリカに戻ってきたリーベルマンはクラウスの紹介により生物学のブルックナー教授と面会する。瓜二つの少年の話を聞いた教授は単細胞核の生殖作用、クローニングと呼ばれる技術を用いて、メンゲレが複製人間を作り出した事を示唆する。連続殺人は複製人間の誕生日の前後に父親を亡くすことでオリジナルと同じ環境を作り出し心理的に相似な人間を作る目的だった事、また複製のオリジナルが65歳の税官吏を父に持っていたヒトラーであるという真実にたどり着くが、メンゲレに届く手がかりはヘンリー・ウィーロックしかいない。
リーベルマンより先にメンゲレはウィーロック家を訪問。面会の約束をしていたリーベルマンの名前で家に入り、ヘンリーを殺害。リーベルマンを待ち構え、ウィーロック宅に到着した彼を銃撃する。重傷を負ったリーベルマンは別室にいたドーベルマンを解放し、メンゲレはドーベルマンに襲われ重傷を負う。そこにヘンリーの息子である黒髪青眼の少年であるボビーが帰宅し、血塗れの2人を見て趣味の写真を撮り事情を調べる。リーベルマンはメンゲレが父親を殺したと告げ、ボビーは別室に向かいヘンリーの死体を確認し、ドーベルマンにメンゲレを殺させる。ボビーは「警察に事件を口外しない」という条件でリーベルマンを助け警察に電話する。リーベルマンは意識を失う前に殺害計画のリストをメンゲレの遺体からボビーに抜き取って貰う。
病院でユダヤ人右翼グループのリーダーからリストを見せるように要求されたリーベルマンは子供たちを殺す手伝いは出来ないと拒絶しリストを捨てる。物語の最後にボビーは大衆が壇上で演説する男に熱狂し賞賛する絵を描いている。それは彼がかつて見た事がある風景のようだった。

## 映画
映画化は、英国貴族で映画製作者のルー・グレード卿により製作された。監督はフランクリン・J・シャフナーである。1978年10月5日に公開された。日本では劇場未公開となり、1984年3月3日にフジテレビ系列の「ゴールデン洋画劇場」でテレビ初放送された。本作品に対しては公開後、有識者より過度の遺伝子決定論的内容に対し批判が向けられた。そのためか、ヒトラーの遺伝子をもつ子供一人が、自ら撮影したメンゲレの死体の写真を現像し、見て悦んでいるラストシーンがビデオソフトでは削除されている（DVDには存在する）。
第51回アカデミー賞で作曲賞の候補となっている。テーマ曲はウィンナ・ワルツ風であり、これは主人公がウイーンに在住している場面から始まるためである。この注文を監督から受けた作曲家は、あまり賛成ではなかったが、注文どおりに作曲した。また、メンゲレらナチの残党が潜む南米の場面ではギターを使用してラテン情緒を醸し出し、ナチ残党の陰謀を表現する際はオーケストラがワーグナー風の和音を響かせる。

## ラジオドラマ
この作品はNHK-FM『青春アドベンチャー』でラジオドラマ化され、1996年5月20日から5月31日にかけて全10回放送された。

### スタッフ
- 脚色：高橋いさを
- 選曲：伊藤守恵
  - エンディング：『リリー・マルレーン』（歌：マレーネ・ディートリヒ）
- 技術：大塚豊
- 効果：若林宏
- 演出：川口泰典

### キャスト
- リーベルマン：吉田鋼太郎
- メンゲレ：海津義孝
- 武岡淳一(ヘッセン,クラウス)
- 舵一星(女子学生)
- 北沢洋(ムント,デーリング)
- こだま愛(女子学生)
- 岩尾万太郎(バリー・ケラー,ハルンバッハ)
- 石橋祐(シドニー・ベイノン,クライスト)

ほか